# Tricalysia madagascariensis
Tricalysia madagascariensis là một loài thực vật có hoa trong họ Thiến thảo. Loài này được (Drake ex Dubard) A.Chev. miêu tả khoa học đầu tiên năm 1938.